# 4140 Бренем
4140 Бренем (4140 Branham) — астероїд головного поясу, відкритий 11 листопада 1976 року.
Тіссеранів параметр щодо Юпітера — 3,227.